# Wilga (rzeka w województwie małopolskim)
Wilga – rzeka w województwie małopolskim. Prawy dopływ Wisły, ujście na terenie Krakowa na Bulwarze Wołyńskim w 78 km Wisły.
W górnym biegu rzeki występują: strzeble potokowe, klenie i nieliczne pstrągi potokowe.

## Przebieg
Źródła znajdują się na wysokości 370 m n.p.m. we wsi Raciborsko (pow. wielicki) na Pogórzu Wielickim, w bliskim sąsiedztwie (około 700 m. na południe) masztu w Chorągwicy. Rzeka odwadnia Pogórze Wielickie i jego przedproże zbudowane głównie z utworów fliszowych. Dopływy prawobrzeżne: spod Laskowic (Cyrklówka, Pokrzywianka), ze Swoszowic, w Kurdwanowie oraz lewobrzeżne: Krzywica, Olszynka, Urwiska i Młynny Kobierzyński
Rzeka silnie meandrująca, na terenie Krakowa uregulowana, na odcinku ujściowym (1,2 km) zabezpieczona wałami cofkowymi. Zanieczyszczona w poważnym stopniu, przy ujściu do Wisły jest zakwalifikowana do V klasy jakości wód.
Tuż przy ujściu rzeki znajduje się Most Retmański. 
W 2009 roku Rada Miasta uchwaliła powstanie Parku Rzecznego obejmującego Białe Morza, Cyrkówkę, Ludwinów, teren w okolicy ulicy Rydlówka i Potok Siarczany. Prace nad jego utworzeniem rozpoczęto w 2020 roku, a pierwszy etap ukończono w 2021 roku. 

## Galeria

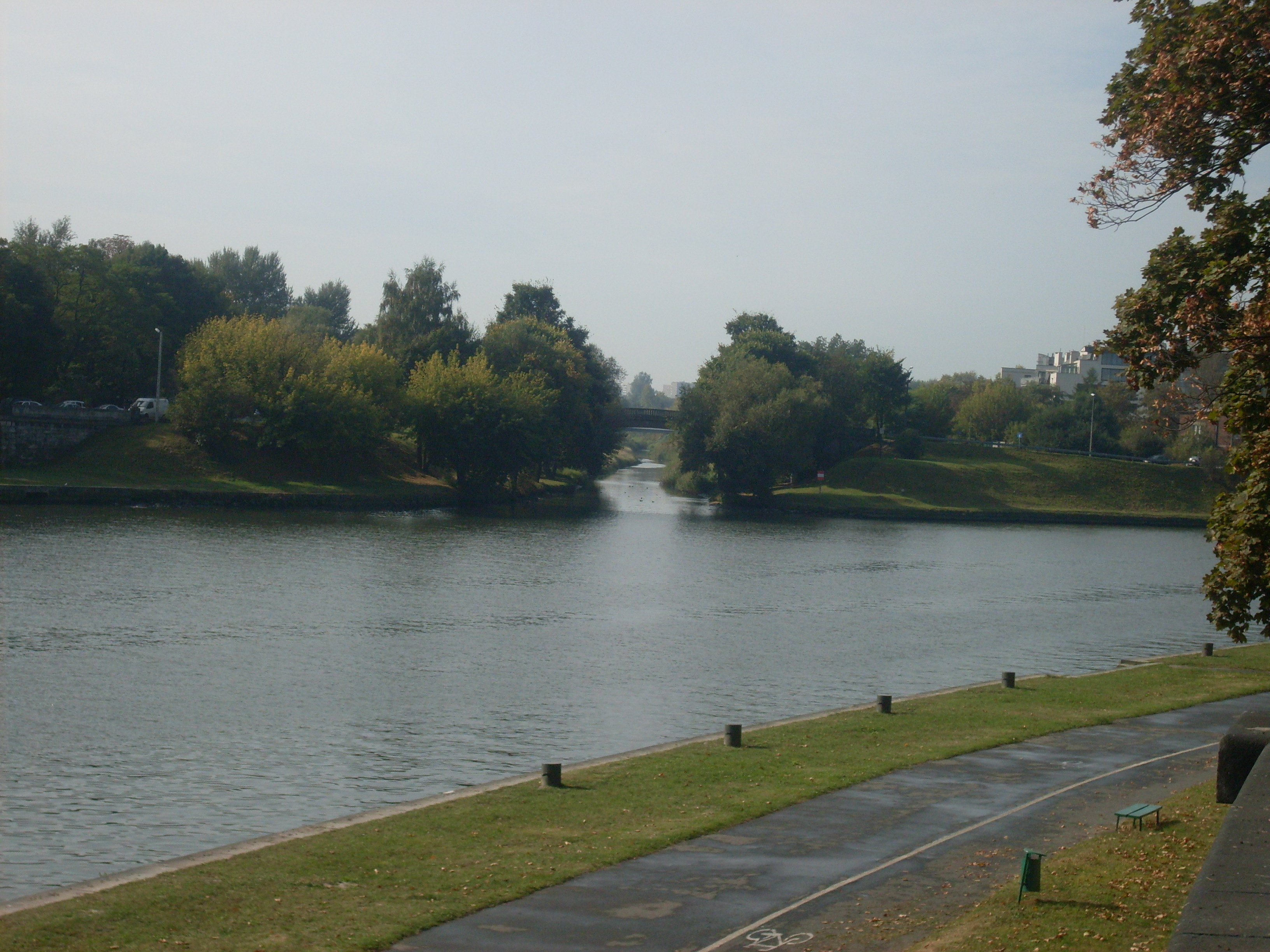
Ujście Wilgi do Wisły
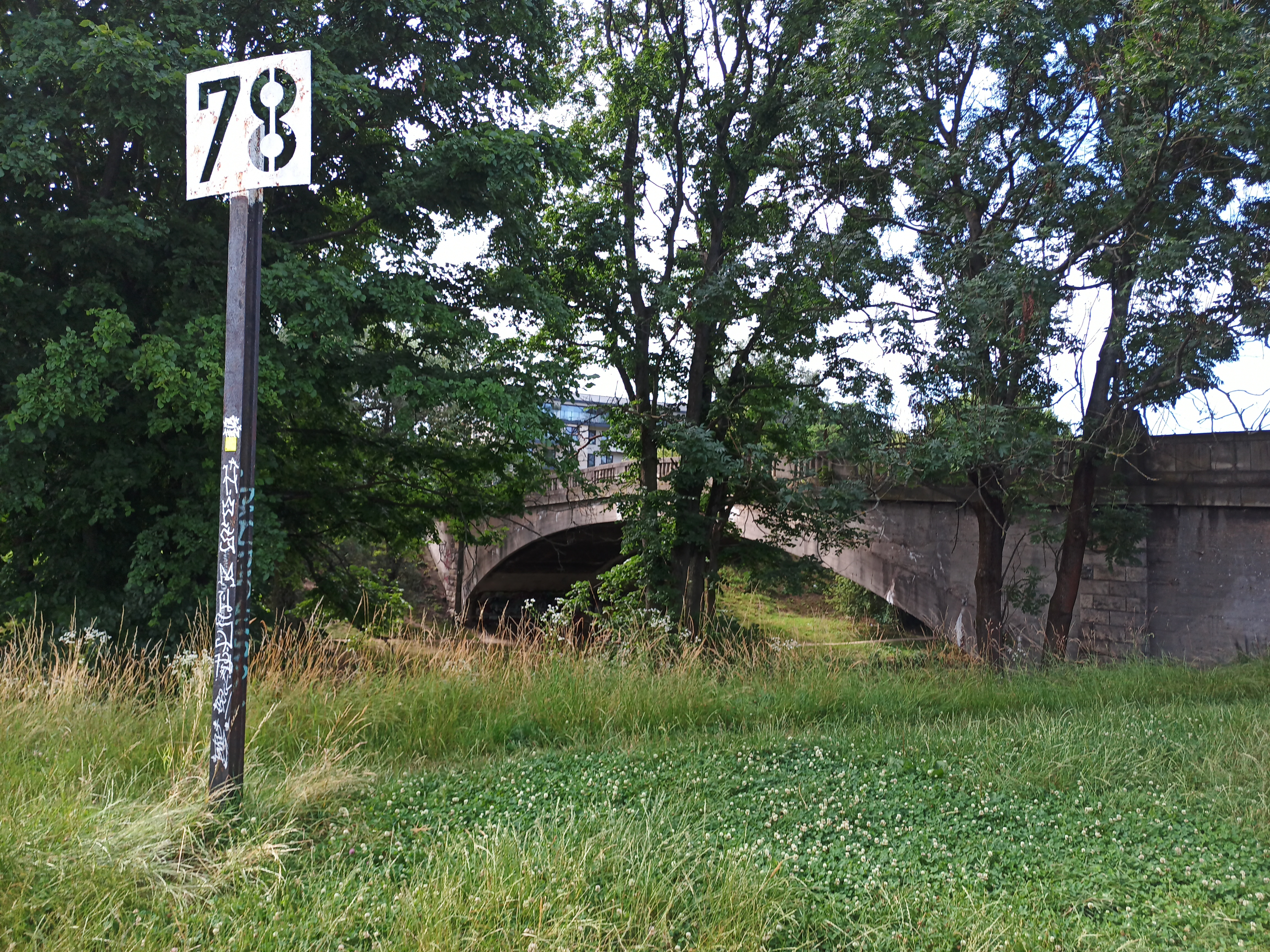
Most Retmański przy ujściu Wilgi do Wisły oraz znak kilometrażu Wisły
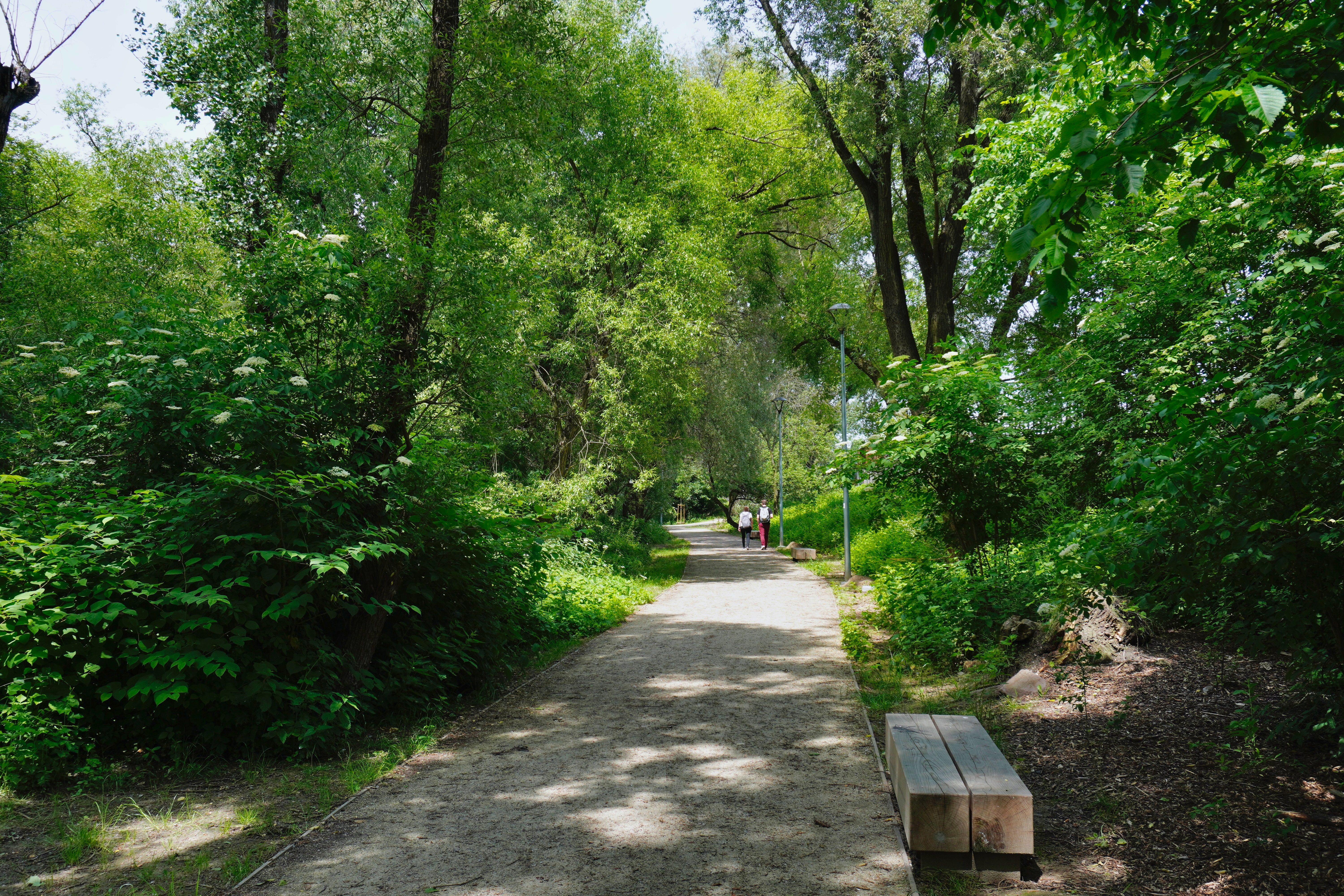
Park Rzeczny Wilga wzdłuż biegu rzeki w rejonie ulicy Brożka
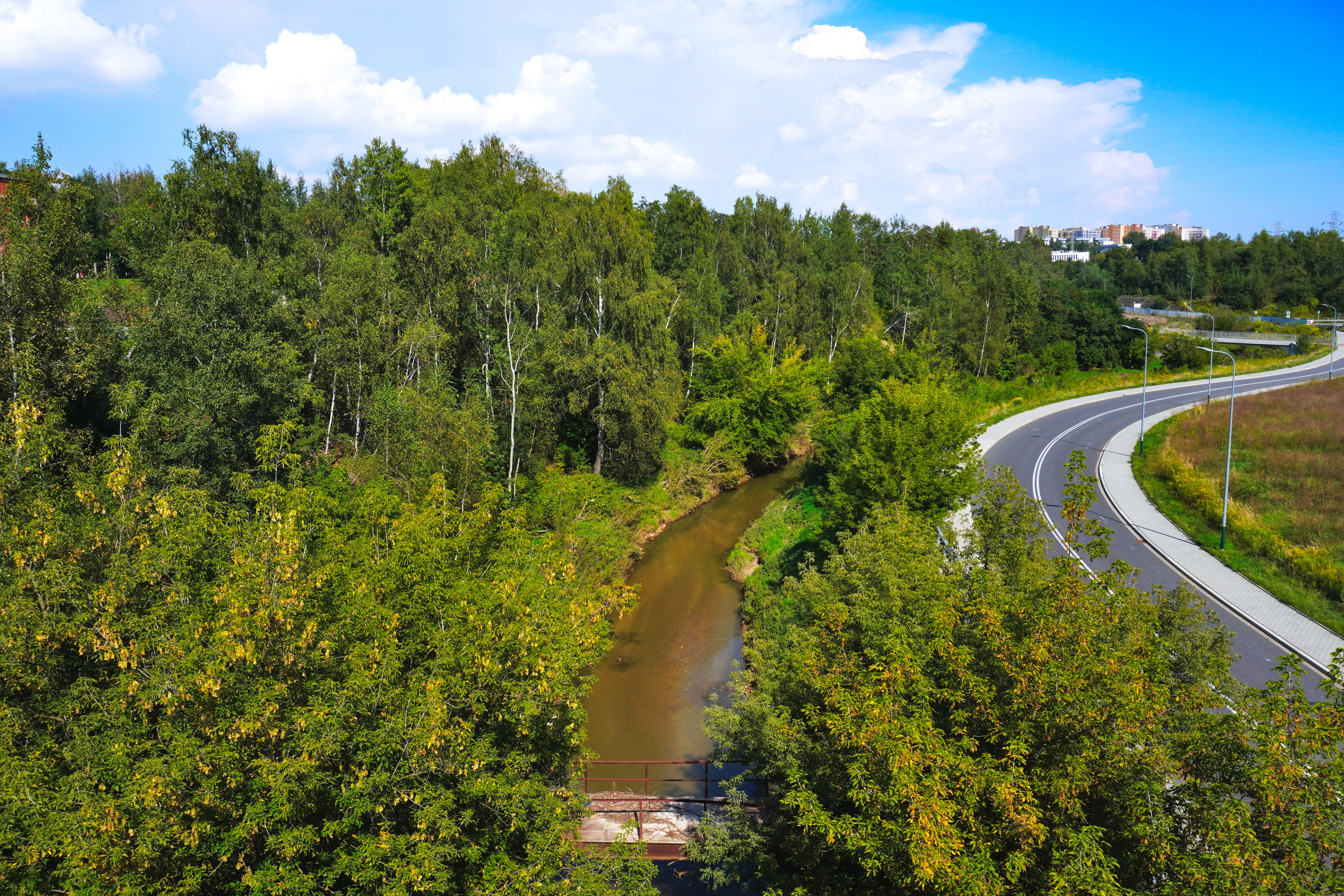
Wilga w rejonie Centrum Jana Pawła II „Nie lękajcie się”
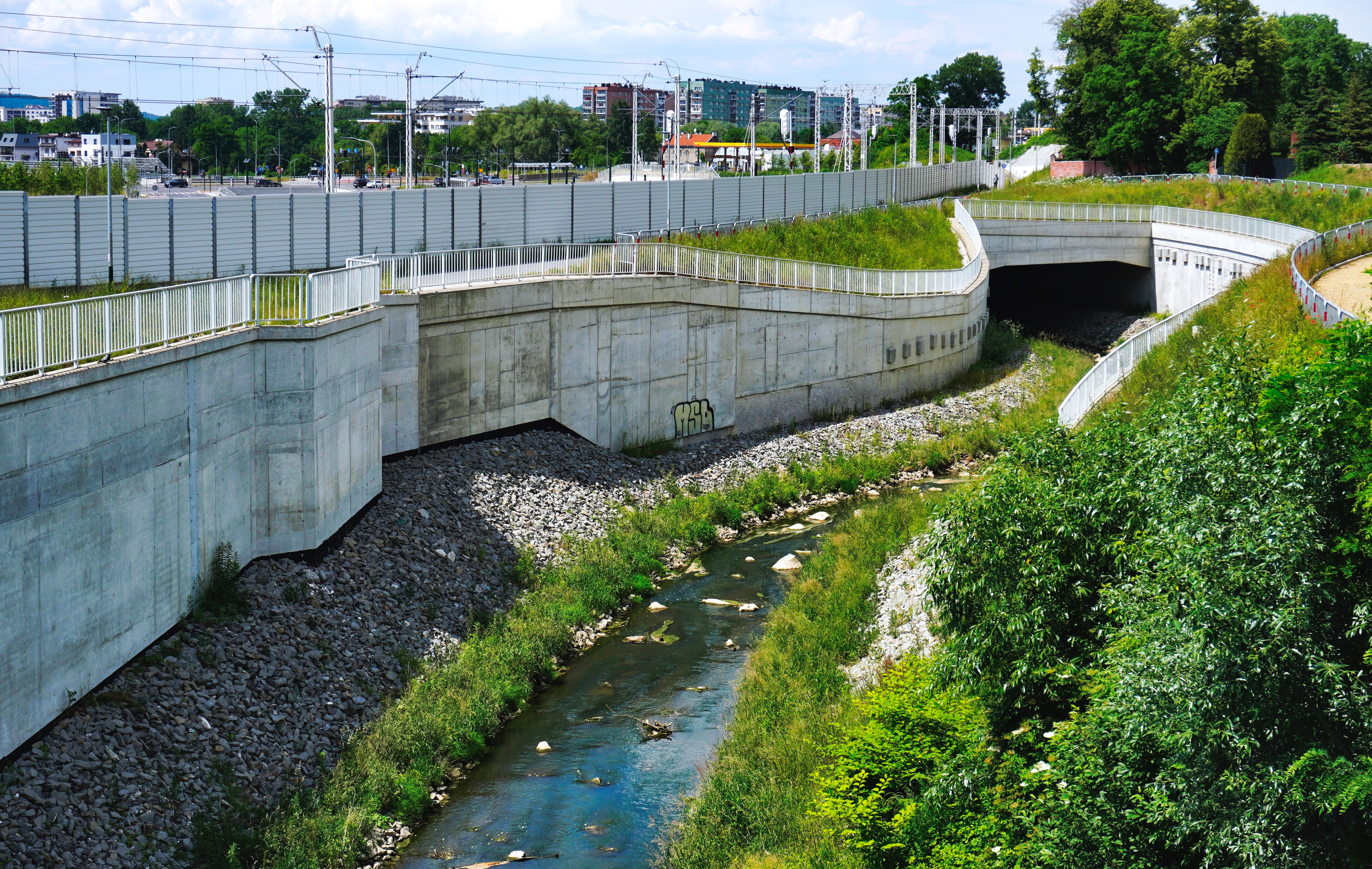
Wilga w Łagiewnikach, w rejonie Bazyliki Bożego Miłosierdzia i Trasy Łagiewnickiej